# FIBA European Champions Cup 1965-1966
La Coppa dei Campioni 1965-1966 di pallacanestro venne vinta dagli italiani della Simmenthal Milano sui cecoslovacchi dello Slavia Praga.
Per la prima volta nel torneo vennero disputate le Final Four.

## Turno di qualificazione
| Team numero 1             | Agg.      | Team numero 2     | Andata | Ritorno |
| ------------------------- | --------- | ----------------- | ------ | ------- |
| Fenerbahçe                | 143 - 146 | Dinamo Bucureşti  | 85-71  | 58-75   |
| Handelsministerium Vienna | 139 - 161 | Vorwärts Lipsia   | 75-82  | 64-79   |
| EBC Copenaghen            | 96 - 171  | Slavia Praga      | 57-84  | 39-87   |
| MTV 1846 Giessen          | 150 - 191 | Simmenthal Milano | 77-88  | 73-103  |
| Etzella Ettelbrück        | 98 - 162  | CSKA Sofia        | 51-72  | 47-90   |
| Belfast Collegians        | 84 - 152  | Denain Basket     | 51-78  | 33-74   |
| KR Reykjavik              | 109 - 149 | Alvik Stoccolma   | 48-60  | 61-89   |
| AEK Atene                 | 153 - 150 | Wisła Cracovia    | 72-71  | 81-79   |
| WAC Casablanca            | 130 - 130 | Benfica Lisbona   | 53-54  | 77-76   |
| Aldershot Warriors        | 144 - 213 | Racing Mechelen   | 83-113 | 61-100  |

## Ottavi di finale
| Team numero 1    | Agg.      | Team numero 2         | Andata | Ritorno |
| ---------------- | --------- | --------------------- | ------ | ------- |
| Racing Mechelen  | 210 - 150 | Kisa-Toverit Helsinki | 116-76 | 99-74   |
| Honvéd           | 181 - 144 | Slavia Praga          | 62-100 | 81-82   |
| Vorwärts Lipsia  | 123 - 175 | CSKA Mosca            | 66-87  | 57-88   |
| WAC Casablanca   | 172 - 238 | AEK Atene             | 96-113 | 76-125  |
| Alvik Stoccolma  | 149 - 204 | Real Madrid           | 88-113 | 61-91   |
| Denain Basket    | 126 - 139 | CSKA Sofia            | 61-53  | 65-86   |
| Hapoel Tel Aviv  | 118 - 187 | Simmenthal Milano     | 65-80  | 53-87   |
| Dinamo Bucureşti | 148 - 148 | KK Zadar              | 92-78  | 56-70   |

## Quarti di finale
|  | Le prime 2 classificate di ogni gruppo passano alle Final Four |
|  | Eliminata                                                      |

### Gruppo A
|    | Squadra           | G | V | P | PF  | PS  | Dif | P.ti |
| -- | ----------------- | - | - | - | --- | --- | --- | ---- |
| 1. | Slavia Praga      | 3 | 2 | 1 | 490 | 480 | +4  | 5    |
| 2. | Simmenthal Milano | 3 | 2 | 1 | 503 | 476 | +27 | 5    |
| 3. | Racing Mechelen   | 3 | 1 | 2 | 553 | 570 | -17 | 4    |
| 4. | Real Madrid       | 3 | 1 | 2 | 494 | 508 | -14 | 4    |

### Gruppo B
|    | Squadra    | G | V | P | PF  | PS  | Dif | P.ti |
| -- | ---------- | - | - | - | --- | --- | --- | ---- |
| 1. | CSKA Mosca | 3 | 2 | 1 | 453 | 397 | +56 | 5    |
| 2. | AEK Atene  | 3 | 2 | 1 | 413 | 426 | -13 | 5    |
| 3. | CSKA Sofia | 3 | 2 | 1 | 498 | 494 | +4  | 5    |
| 4. | KK Zadar   | 3 | 0 | 3 | 483 | 530 | -47 | 3    |

## Final four
|  | Semifinali        | Semifinali        | Semifinali   |              |                   | Finale             | Finale             | Finale             |  |
|  |                   |                   |              |              |                   |                    |                    |                    |  |
|  | Slavia Praga      | Slavia Praga      | 103          |              |                   |                    |                    |                    |  |
|  | Slavia Praga      | Slavia Praga      | 103          |              |                   |                    |                    |                    |  |
|  | AEK Atene         | AEK Atene         | 73           |              |                   |                    |                    |                    |  |
|  | AEK Atene         | AEK Atene         | 73           |              | Simmenthal Milano | Simmenthal Milano  | 77                 |                    |  |
|  |                   |                   |              |              | Simmenthal Milano | Simmenthal Milano  | 77                 |                    |  |
|  |                   |                   | Slavia Praga | Slavia Praga | 72                |                    |                    |                    |  |
|  | CSKA Mosca        | CSKA Mosca        | Slavia Praga | Slavia Praga | 72                | 57                 |                    |                    |  |
|  | CSKA Mosca        | CSKA Mosca        |              |              |                   | 57                 |                    |                    |  |
|  | Simmenthal Milano | Simmenthal Milano | 68           |              |                   | Finale terzo posto | Finale terzo posto | Finale terzo posto |  |
|  | Simmenthal Milano | Simmenthal Milano | 68           |              |                   |                    |                    |                    |  |
|  |                   |                   |              |              |                   |                    |                    |                    |  |
|  |                   |                   |              |              |                   | AEK Atene          | AEK Atene          | 62                 |  |
|  |                   |                   |              |              |                   | AEK Atene          | AEK Atene          | 62                 |  |
|  |                   |                   |              |              |                   | CSKA Mosca         | CSKA Mosca         | 85                 |  |

| Coppa dei Campioni 1965-1966 |
| ---------------------------- |
| Simmenthal Milano 1º titolo  |

## Formazione vincitrice
| N° | Naz.                   | Ruolo | Sportivo            |  | Alt. |  |
| -- | ---------------------- | ----- | ------------------- |  | ---- |  |
| 5  | Italia (bandiera)      | P     | Giulio Iellini      |  |      |  |
| 6  | Italia (bandiera)      | A     | Gabriele Vianello   |  |      |  |
| 7  | Italia (bandiera)      | P     | Gianfranco Pieri    |  |      |  |
| 8  | Italia (bandiera)      | C     | Massimo Masini      |  |      |  |
| 9  | Stati Uniti (bandiera) | C     | Skip Thoren         |  |      |  |
| 10 | Italia (bandiera)      | A     | Sandro Riminucci    |  |      |  |
| 11 | Italia (bandiera)      | P     | Luciano Gnocchi     |  |      |  |
| 12 | Italia (bandiera)      | C     | Franco Longhi       |  |      |  |
| 13 | Italia (bandiera)      | A     | Giandomenico Ongaro |  |      |  |
| 14 | Italia (bandiera)      | G     | Marco Binda         |  |      |  |
| 15 | Stati Uniti (bandiera) | AP    | Bill Bradley        |  |      |  |
|    | Italia (bandiera)      | All.  | Cesare Rubini       |  |      |  |